# マックス・シュメリング

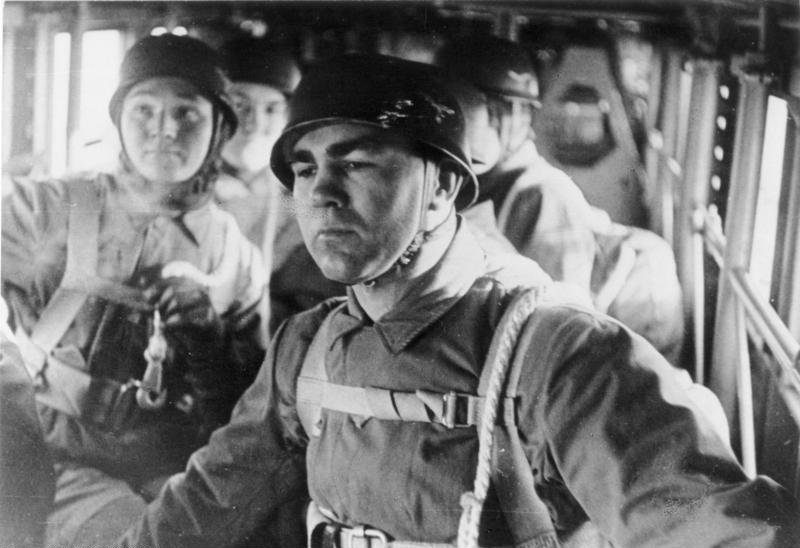
軍隊時代のマックス・シュメリング（1941年）

マックス・シュメリング（Max Schmeling、1905年9月28日 - 2005年2月2日）は、ドイツ出身の元プロボクサー。元プロボクシング世界ヘビー級王者。ドイツ人として唯一のプロボクシング世界ヘビー級王者である。名前は正式にはマクミリアン・アドルフ・オットー・ジークフリート・シュメリング（Maximillian Adolph Otto Siegfried Schmeling）という。

## 来歴
1905年9月28日にドイツ帝国ブランデンブルク州のクライン・ルッコウという村で生まれた。
短いアマチュア歴で、1924年にプロデビューする。デビューから2年後にドイツライトヘビー級王座を獲得すると、翌年の1927年にヨーロッパライトヘビー級王座を、さらにその翌年の1928年にはドイツヘビー級王座を獲得し、着々とキャリアを積んでいく。

### 失格勝ちでの世界王者
その後、さらなる大きなチャンスを求めてアメリカに渡り、キャリアを積むと、1930年6月12日にニューヨークのヤンキー・スタジアムで空位の世界ヘビー級王座決定戦でジャック・シャーキーと対戦する。4R目に受けたローブローでシュメリングは試合を続けることが出来ず、そのまま失格勝ちで、世界ヘビー級王者となった。しかし、シュメリングは失格勝ちで世界ヘビー級王座を獲得した初めてのボクサーとなったことで、「ローブローチャンピオン」と揶揄され、アメリカのみならずヨーロッパでも何も証明していない王者と蔑まれた。さらにシュメリングがシャーキーとの再戦を拒否したことでさらに批判が強くなった。
初防衛戦では、オハイオ州のクリーブランド・スタジアムでヤング・ストリブリングに15RKO勝ちを収めた。そして、シュメリングはジャック・シャーキーと再戦することを決め、1932年6月21日にニューヨークのマディソン・スクエア・ガーデン・ボウルで対戦するが、物議を醸す疑惑の判定で敗れ、シャーキーに王座を明け渡してしまう。しかし皮肉なことに、このことで逆にアメリカ人の間のシュメリングの評価は高まった。1933年にチェコ人女優のアニー・オンドラと結婚した。

### ナチス・ドイツ
1932年にドイツでアドルフ・ヒトラー率いる反ユダヤ主義のイデオロギーを掲げるナチス党が第一党となり政権を取ると、ニューヨークなどのアメリカの主要都市に大勢のユダヤ人やユダヤ教の人々がいたことで、ドイツ出身のシュメリングはヒットラーの世界支配計画の一環とみなされるようになり、アメリカでのイメージが明確に変わり始めた。
1933年6月8日にヤンキー・スタジアムで行われたマックス・ベアとの一戦では、シュメリングは悪役として見られた。プロモーターのジャック・デンプシーのアイデアで、ナチス党の反ユダヤ主義から自身の信仰を守るマックス・ベアというストーリーラインが描かれ、ベアは父親がユダヤ人というだけでユダヤ教を信仰していたわけではなかったが、ダビデの星をパンツに付け試合を行い、シュメリングも嫌々ながらそのストーリーラインに乗った。試合ではシュメリングは6万人近い観衆の前でマックスの荒いボクシングに裏拳やラビットパンチなどの反則を度々受け10ラウンドTKO負けを喫した。
1934年2月13日にペンシルベニア州のフィラデルフィア・コンベンション・ホール・シビック・センターで元アメリカンフットボール選手のスティーブ・ハマスと対戦し、12回判定負けを喫し2連敗となった。シュメリングは、この試合の後ドイツに戻り3試合を行うが、1935年3月10日にはハンブルクでハマスに9回KO勝ちを収めリベンジを果たす。しかし試合後ハマスは脳震盪に苦しみ、数ヶ月病院に入院したものの、左半身の麻痺が3年間治らず、これが最後の試合となり引退した。

### ルイス第1戦
1936年6月19日に2年ぶりにアメリカに戻るとヤンキー・スタジアムでジョー・ルイスと対戦する。シュメリングは下馬評で不利予想で、ルイスの世界王座獲得へ向けての踏み台としか思われていなかった。しかし、シュメリングは試合映像を見て研究し、ルイスが左ジャブを打った時に左ガードが下がる癖を見つけると、試合でルイスのジャブにカウンターで右クロスを合わせる戦法を取り、4回にカウンターでルイスのキャリア初のダウンを奪うと、12回にも再びダウンを奪いKO勝ちを収めた。
この結果にドイツ国内は歓喜で湧き、ヒットラーがシュメリングの妻に、「あなたの夫であり我々の最も偉大なドイツ人ボクサーの素晴らしい勝利のために、私はあなたを心から祝福しなければならない」というメッセージを贈った。シュメリングも試合直後のインタビューでドイツのマスコミ陣に「この瞬間、私はドイツに伝えなければならない。特に総統に報告する必要があります。全ての同胞の期待がこの戦いで私と一緒にいたこと、総統とその忠実な人々が私のことを思っていてくれたことを。この思いはこの戦いで成功する力を私に与えてくれました。ドイツ国旗のための勝利を勝ち取るための勇気と忍耐を私に与えてくれました」とコメントした。
1936年9月に世界ヘビー級王者ジェームス・J・ブラドックへ挑戦することが決定するが、ブラドックがトレーニングで拳を負傷したため試合が延期されることになった。しかし、主催者はナチスが世界王座に挑戦するという悪評が生み出されることを恐れ言い逃れをしていると噂された。そして、実際ブラドックのマネージャーがルイス陣営と対戦交渉を行っていることが判明すると、ニューヨーク州アスレチックコミッションはブラドックにシュメリングとタイトルマッチで対戦するよう命令し、シュメリング以外との試合はタイトルマッチと認めないと警告した。ブラドックと契約していた当時最も大きいボクシングプロモーション会社だったマディソン・スクエア・ガーデン・コーポレーションもブラドック対ルイスを阻止しようと裁判所に差し止め命令を請求した。それにもかかわらず、ブラドック対ルイスがタイトルマッチとして1937年6月に行われることが決定し、シュメリングは猛抗議するも何の役にも立たず、当日リングサイドで、ルイスがブラドックにKO勝ちをして世界ヘビー級王座を獲得する姿を見守るしかなかった。
シュメリングはこの出来事に酷く失望してドイツに帰国する。
ドイツに帰国するとヒーローとして迎えられると共に、ナチスに現世界ヘビー級王者ジョー・ルイスに勝利していることをドイツの優位性を示すプロパガンダとして利用された。シュメリングはヒットラーや政府の要人と友人関係となる。ナチスはシュメリングのパレードや集会の開催を命令し、シュメリングのニュースは新聞や映画で盛んに取り上げられた。その一方でナチスは、シュメリングの亡命を防ぐために、シュメリングが妻および母親と旅行をすることを禁じ、またシュメリングの言動を監視するため、ナチスの広報担当者をシュメリングの側近に付けた。その間にシュメリングはドイツで2試合行い勝利を収める。

### ルイス第2戦
第二次世界大戦間近の1938年に、世界ヘビー級王者ジョー・ルイスとシュメリングの再戦が発表されると、国際的に話題になる一方で、ヒットラーが世界王座を獲得することになると危惧する声も上がった。そういった論争と喧騒により、ルイスとの第2戦目はジャック・デンプシーとジーン・タニーの第2戦目以来のビッグマッチと言われた。
ナチス・ドイツはオーストリアをアンシュルスで併合するなど、他の西側諸国との間で緊張を高め、アメリカのマスメディアでも多くの反ドイツのプロパガンダを生み出していた。1938年6月にシュメリングがルイスとの第2戦目のためにニューヨークに到着した時には、同伴したナチスの広報担当者が「シュメリングが勝利した時、シュメリングのファイトマネーはドイツの戦車を作るために使われる」と声明出した。こういった影響により、シュメリングがアメリカで宿泊するホテル前ではルイス第2戦目前の数日間、反ナチスの抗議者が抗議活動を繰り広げ、シュメリングにも、途方もない数の憎しみのこもった脅迫の手紙が送りつけられ、試合でリングに入場する際には煙草の吸殻やゴミを投げつけられた。
試合の数日前には、ニューヨーク州アスレチックコミッションが、シュメリングのマネージャーであるジョー・ジェイコブスが、シュメリングのセコンドに就くこと及び、控え室への入室も禁止した。さらに、いつもシュメリングのセコンドに就いていたドク・ケイシーも、世間からの悪評を恐れてセコンドに就くことを拒否した。このため、試合前の控え室でシュメリングは神経質になっていたが、一方のルイスは対照的に2時間の昼寝を取るなどリラックスしていた。
そして1938年6月22日、ヤンキー・スタジアムでジョー・ルイスとの再戦が行われたが、前戦とは違いシュメリングのカウンター狙いは通用せず、1R目に3度のダウンを喫しKO負けしてしまう。
この敗北後からナチスはシュメリングを国民的英雄として扱うことを止め、シュメリングとナチスの間に徐々に溝が生じていった。シュメリングは後に「振り返ってみると、あの試合に負けて本当に良かった。もし勝ってドイツに帰国していたら、ナチスから勲章を与えられていて、終戦後に戦争犯罪者と見なされていたかもしれない」と語っている。シュメリングはナチス入党の誘いを断り、プロモーターのジョー・ジェイコブスがユダヤ人であることを理由にプロモーターを代えるようナチスから勧告されても応じなかった。1938年11月にドイツ各地で起きた反ユダヤ主義暴動の水晶の夜ではゲシュタポから保護するためユダヤ人の子供2人をアパートに匿っている。こういったナチスに対する抵抗は戦後称賛された。
その後、第二次世界大戦の影響で1940年から1946年の6年間リングから遠ざかることになる。1940年に召集され、空軍へ入隊し降下猟兵となる。1941年5月のクレタ島の戦いに参加するが、戦いの初日に迫撃砲の破片で右膝で負傷した。治療後、負傷による兵役不可者と認定され、前線勤務を外れる。1943年に空軍を除隊した後、敗戦まで捕虜収容所の看守として働いた。

### 引退
第二次大戦後、金に困っていたため1947年に再び試合を行うが、1948年10月の試合を最後に正式にボクシングを引退した。引退後、シュメリングはミンクと鶏肉の取り扱いや、タバコ農家として成功する。その後、ドイツにおいてのコカ・コロニゼーションの顔となり、やがてコカ・コーラの瓶詰め工場を所有して、会社の重役になるなど成功した。晩年に経済的に困窮していたジョー・ルイスに経済的援助を行い、ルイスの葬儀費用の一部も払った。1987年には妻のアニー・オンドラが54歳で死亡した。
2002年にはシュメリングの人生を描いたテレビ映画「ファイター リングの戦火」（原題 Joe and Max)が放送された。
2004年、クリスマス頃に風邪をこじらせたシュメリングは2005年1月31日に昏睡状態に陥り、意識を取り戻すことなく2005年2月2日に他界した。同月22日には追悼式が行われた。

## 戦績
- アマチュアボクシング：不明
- プロボクシング：70戦 56勝 39KO 10敗 4分

## 獲得タイトル
- 第5代ドイツライトヘビー級王座
- 第9代ドイツヘビー級王座
- 第16代ヨーロッパヘビー級王座
- 世界ヘビー級王座